# IC 1676
IC 1676 ist eine Spiralgalaxie vom Hubble-Typ S im Sternbild Fische auf der Ekliptik. Sie ist schätzungsweise 609 Millionen Lichtjahre von der Milchstraße entfernt und hat einen Durchmesser von etwa 90.000 Lichtjahren. 

Im selben Himmelsareal befinden sich u. a. die Galaxien IC 96 und IC 1672.
Das Objekt wurde am 6. Dezember 1899 von Stéphane Javelle entdeckt.